# 我的老板是连环杀手
《我的老板是连环杀手》（英語：My Boss is a Serial Killer）是由《淒厲人妻》制作团队打造，普万尼特·弗迪着手执导，萨哈拉·桑卡布理查、莫妲·娜琳叻、波莉雀娅·彭娜妮可、邦沙敦·宗威拉克等人主演的2021年泰国职场惊悚喜剧片，上映首周即登泰国票房冠军。此电影是Tai Major制作公司的首部电影作品。值得一提的是，导演一共拍了16種結局，整個團隊包括演員都不曉得电影的结局会如何。

## 故事既要
「為工作賣命，老闆還要你命！」
在一间朝气蓬勃的公司里，年轻上班族咩莎（莫妲·娜琳叻 饰）、莫綺（波莉雀娅·彭娜妮可 饰）和小琳（薇莱·阿披拉查塔鹏 饰）偶然发现大老板Ton（萨哈拉·桑卡布理查 饰）曾经是一个连环杀手的惊人秘密后所发生的种种趣事。他们应该如何与其他同事一起面对曾为连环杀手的大老板呢？Ton的真实身份究竟是不是杀人犯？

## 演员阵容
- 萨哈拉·桑卡布理查（英语：Saharat Sangkapreecha）（Kong） 饰演 敦（Ton），天菜高富帅，集团大老板，曾为连环杀人犯，专杀小资女。
- 莫妲·娜琳叻（Mook） 饰演 咩莎（Maesa），莫綺的高中同学兼同事
- 波莉雀娅·彭娜妮可（英语：Preechaya Pongthananikorn）（Ice） 饰演 莫綺（Bogie），咩莎的高中同学兼同事
- 薇莱·阿披拉查塔鹏（Phakkad-Por） 饰演 小琳（Lin）
- 邦沙敦·宗威拉克（Phuak） 饰演 阿絆，行销经理。
- 普拉莫·帕坦（Oat） 饰演 Dr. Ang，阴谋论教父。
- Sanhanut Tiracheep （North） 饰演 Joke，曾与Ton发生争执，后无故失踪。

## 评价
《The Standard》的Supat Siwapornphan表示电影的第一个缺点是最明显的。故事中的问题是以有趣且引人入胜的方式展开，但却没有被充分利用。例如，虽然电影铺设四个主要角色的背景，但主要内容还是专注于解决故事中的问题，进而将电影的吸引力降低到相当程度。另外，普拉莫·帕坦饰演的Dr. Ang在预告片中是性格非常鲜明的角色。但在电影正片时并没有充分发挥他的优势。他认为，如果制作组给该角色多一点时间“讲故事”，他也会成为另一个为故事增添色彩的角色。即便如此，他认为这部电影是一部非常创意的电影。另一边，老板的亮点最让他兴奋。不仅角色介绍非常完美，及时插入的幽默笑话把角色塑造得更有魅力。此外，莫妲·娜琳叻、波莉雀娅·彭娜妮可、薇莱·阿披拉查塔鹏，扮演了一个必须共同努力寻找老板身份的办公室女郎。他认为角色设计在他们一起出现场时的戏剧效果非常好。

### 备注
1. ↑  截至2021年4月[2]。

### 引用
1. 1 2 3  . Vision Thai 看见泰国.   [2021-11-26]. （原始内容存档于2021-11-26） （中文（繁體））.
2. ↑  . Dara Daily. 2021-04-10  [2021-11-26]. （原始内容存档于2021-11-26） （泰语）.
3. 1 2  Supat Siwapornphan （สุพัฒน์ ศิวะพรพันธ์）. . The Standard. 2021-04-02  [2021-11-26]. （原始内容存档于2021-11-26） （泰语）.
4. ↑  報導孫伊萱. . Yahoo奇摩電影. 2021-09-11  [2021-11-26]. （原始内容存档于2021-11-26） （中文（臺灣））.
5. ↑  . 泰国第7电视台. 2021-03-15  [2021-11-26]. （原始内容存档于2021-11-26） （泰语）.